# Soil & More Impacts
Soil & More Impacts (voorheen Soil & More) is een Duitse (voorheen Nederlandse) consultancy in de landbouw- en voedingssector. Het bedrijf adviseert klanten inzake ecologische voetafdrukken, True Cost Accounting, klimaatrisico-analyses, duurzaamheidsanalyses en biedt technische agrarische ondersteuning. Soil & More helpt boeren wereldwijd om te verduurzamen en heeft expertise in klimaatvriendelijke landbouwmethoden, waarbij kunstmest wordt vervangen door natuurlijke compost. Het bedrijf is sinds haar oprichting betrokken bij de oprichting van grote composteringsprojecten in onder andere Zuid-Afrika. De expertise in bodemvruchtbaarheid, opgedaan in het veld, wordt ingezet om ecologische voetafdrukken voor bedrijven in de agrarische waardeketen te berekenen op basis van metingen. Het bedrijf ontwikkelde ook geautomatiseerde risico-analyses, die bedrijven in staat stellen om klimaatgerelateerde risico's en kansen in hun productieketen te managen.

## Geschiedenis
Soil & More Impacts werd in 2007 opgericht vanuit de Nederlandse moederonderneming Eosta. Dit biologische handelsbedrijf verstrekte teeltadviezen en verrichte duurzaamheidsmetingen bij haar agrarische toeleveranciers. De activiteiten van Eosta werden rond de eeuwwisseling uitgebreid met grote composteringsprojecten in Zuid-Afrika, waarvoor organisch afval uit dichtgeslibde rivierdelta's en uit de afvalstroom van grote steden gebruikt werd. De toegenomen activiteiten waren aanleiding om de advieswerkzaamheden en compostprojecten te verzelfstandigen onder bedrijfsnaam Soil & More International. In 2017 werd de bedrijfsnaam veranderd in Soil & More Impacts, met een nieuwe aandeelhouderstructuur. Sinds juli 2020 is Soil & More Impacts een Duits bedrijf (GmbH) met het hoofdkantoor in Hamburg, Duitsland en telt ongeveer 20 medewerkers. Soil & More Impacts heeft samengewerkt met o.a. SEKEM (Egypte), ABN-AMRO, VN-organisatie TEEB, Reliance Compost (Zuid-Afrika) en de Sustainable Food Alliance (VK). Soil & More Impacts is ook partner van de NGO Soil & More Foundation.

## Duurzaamheidsbloem
De Duurzaamheidsbloem is het duurzaamheidsmodel waarmee Soil & More Impacts werkt en is mede door dit bedrijf ontwikkeld. De Duurzaamheidsbloem wordt door verschillende bedrijven waaronder moederbedrijf Eosta gebruikt om de duurzaamheidsimpact van voedselproductie in kaart te brengen. De "bloembladen" van de Duurzaamheidsbloem staan elk voor een ander aspect van ecologische of sociale duurzaamheid, zoals klimaat en biodiversiteit. Hieraan zijn concrete indicatoren (Key Point Indicators) verbonden op basis van GRI richtlijnen. Vervolgens kan met True Cost Accounting ook een monetaire waarde worden verbonden aan deze metingen. De Duurzaamheidsbloem werd ontwikkeld door de Belbeis Desert Club, een internationale denktank van pioniers en vernieuwers uit de biologische sector, die zich ook wel 'International Association & Partnership for Ecology and Trade' noemt. Naast Soil & More Impacts (Duitsland) speelden SEKEM (Egypte) en Eosta (Nederland) hierin een prominente rol.

## True Cost Accounting
In 2017 bracht Soil & More Impacts samen met accountancy EY het eerste True Cost Accounting onderzoeksrapport over de activiteiten van een MKB-bedrijf uit. Het rapport werd in ontvangst werd genomen door Prins Charles . 
Soil & More Impacts coördineert ook het True Cost Initiative. Dit internationale samenwerkingsverband met onder andere EY zet zich in voor ontwikkeling van een methodologie van True Cost Accounting waarbij boekhoudkundige standaarden worden gecreëerd voor natuurlijk, sociaal en menselijk kapitaal, naast de reeds bestaande standaarden voor financieel kapitaal.
Om de impact van bedrijfsactiviteiten op natuurlijk kapitaal in kaart te brengen, berekent Soil & More Impact de broeikasgasemissies en koolstofvastlegging, de watervoetafdruk en de impact op bodemgezondheid en biodiversiteit. Met True Cost Accounting wordt hier een geldbedrag aan gekoppeld (monetarisering) en kunnen de kosten en baten worden opgeteld bij de standaard productiekosten. Op deze manier komen de ware kosten van voeding in beeld. Soil & More Impacts baseert haar berekeningen op de richtlijnen van de Natural Capital Coalition. De gebruikte factoren voor monetarisering zijn geleverd door de FAO.

## Duurzaamheidsanalyses en strategisch advies
Broeikasgasemissies zijn de belangrijkste oorzaak van klimaatopwarming. Bedrijven die actie willen ondernemen om de Sustainable Development Goals van de Verenigde Naties te realiseren, dienen daarom hun uitstoot in kaart te brengen. Soil & More Impacts voert deze berekeningen uit voor bedrijven en producten in de voedingsindustrie, over de complete waardeketen. Het bedrijf levert ook oplossingen voor bedrijven om hun klimaatimpact te verkleinen, bijvoorbeeld door emissies binnen de toeleveringsketen te compenseren door andere landbouwmethoden. Deze aanpak staat bekend als carbon insetting. Dit stelt bedrijven in staat om hun klimaatvoetafdruk te verbeteren, terwijl telers en boeren worden beloond om klimaatvriendelijke methoden toe te passen die de weerbaarheid van hun bedrijf versterken.

## Bodemvruchtbaarheid
Soil & More Impacts adviseert boeren wereldwijd bij problemen rond bodemvruchtbaarheid en bodemverarming. Hiertoe realiseert het bedrijf grote composteringsprojecten op locatie, waarbij organisch afval wordt gebruikt voor de productie van aërobe compost. Deze activiteit was de aanleiding om Soil & More in 2007 op te richten. De eerste projecten vonden plaats in Zuid-Afrika en sindsdien adviseerde, trainde en begeleidde het bedrijf kleine en grote composteringsprojecten in Afrika, Zuid-Amerika, Azië en Europa. Daarnaast adviseert het bedrijf telers ook in het toepassen van groenbemesters, dekgewassen en gewassen voor combinatieteelt, afhankelijk van de lokale situatie. Het hoofddoel van al deze landbouwkundige maatregelen is om bodemverlies en bodemverarming als gevolg van watererosie en winderosie te voorkomen. Compostering van organisch afval voor duurzame landbouw gaf meervoudig voordeel: het verschaft lokale werkgelegenheid; de compost kan worden gebruikt om de bodems te verbeteren; het gebruik van kunstmest kon worden afgebouwd; en de broeikasgasemissie wordt verminderd. Aerobe compostering zorgt er namelijk voor dat er geen methaan bij rotting werd uitgestoten, maar CO2, dat minder schadelijk is. Soil & More kreeg hiervoor vanaf 2008 VN-gecertificeerde carbon credits (emissierechten)..